# Josep Suñol
Josep Suñol i Garriga (Barcelona, 21 de julio de 1898 - Guadarrama, Madrid, 6 de agosto de 1936) fue un político español de ideología nacionalista catalana, presidente del Fútbol Club Barcelona y del Real Automóvil Club de Cataluña (RACC). 
Miembro de Esquerra Republicana de Cataluña, fue elegido diputado de las Cortes españolas en todas las legislaturas: en 1931, elecciones en las que fue el candidato que obtuvo más votos de su circunscripción por delante de Lluís Companys, 1933 y 1936. El año 1933 había sido elegido además presidente del RACC, cargo que ejerció hasta noviembre de 1934.
El 10 de febrero de 1930, unos días después del final de la dictadura de Primo de Rivera, fundó el semanario deportivo La Rambla, con el subtítulo «setmanari d’esports i d’actualitat» (semanal de deportes y actualidad), cambiado posteriormente a «esport i ciutadania» (deporte y ciudadanía), y la pretensión de implicar al mundo del deporte en las reivindicaciones catalanistas. El periódico, que fue suspendido por la censura y cambió su cabecera en ocasiones por La Rambla de Catalunya, tenía su sede en La Rambla, frente a la fuente de Canaletas, y procede de esa época y de su influencia la costumbre de los aficionados barcelonistas de celebrar allí los éxitos deportivos del equipo.
En julio de 1935 fue nombrado presidente del Fútbol Club Barcelona y, elegido diputado en las elecciones de febrero de 1936, poco antes del estallido de la Guerra Civil expresó su intención de abandonar la presidencia del club agobiado por sus múltiples ocupaciones, como anunció en una entrevista publicada en El Mundo Deportivo el 10 de julio, entrevista en la que también descartaba el fichaje como entrenador de Pepe Samitier con el que se especulaba en aquellos días.
Estallada la guerra civil española, Suñol estaba en Madrid cuando a principios de agosto llegaron noticias del frente que anunciaban que un contraataque republicano había conseguido tomar el Alto del León en la sierra de Guadarrama. Decidió visitar el frente llevando consigo 50 000 pesetas destinadas a pagar a la tropa, pero los informes eran demasiado optimistas y su coche superó las últimas posiciones republicanas sin que sus ocupantes se percataran de que el puerto estaba en manos de los sublevados. Fue detenido y fusilado inmediatamente en compañía de sus acompañantes, el periodista Pere Ventura Virgili, un oficial y el chófer.
Entre el 16 de noviembre de 1937 y el 17 de enero de 1939 la junta directiva barcelonista decidió considerarlo como presidente «ausente».

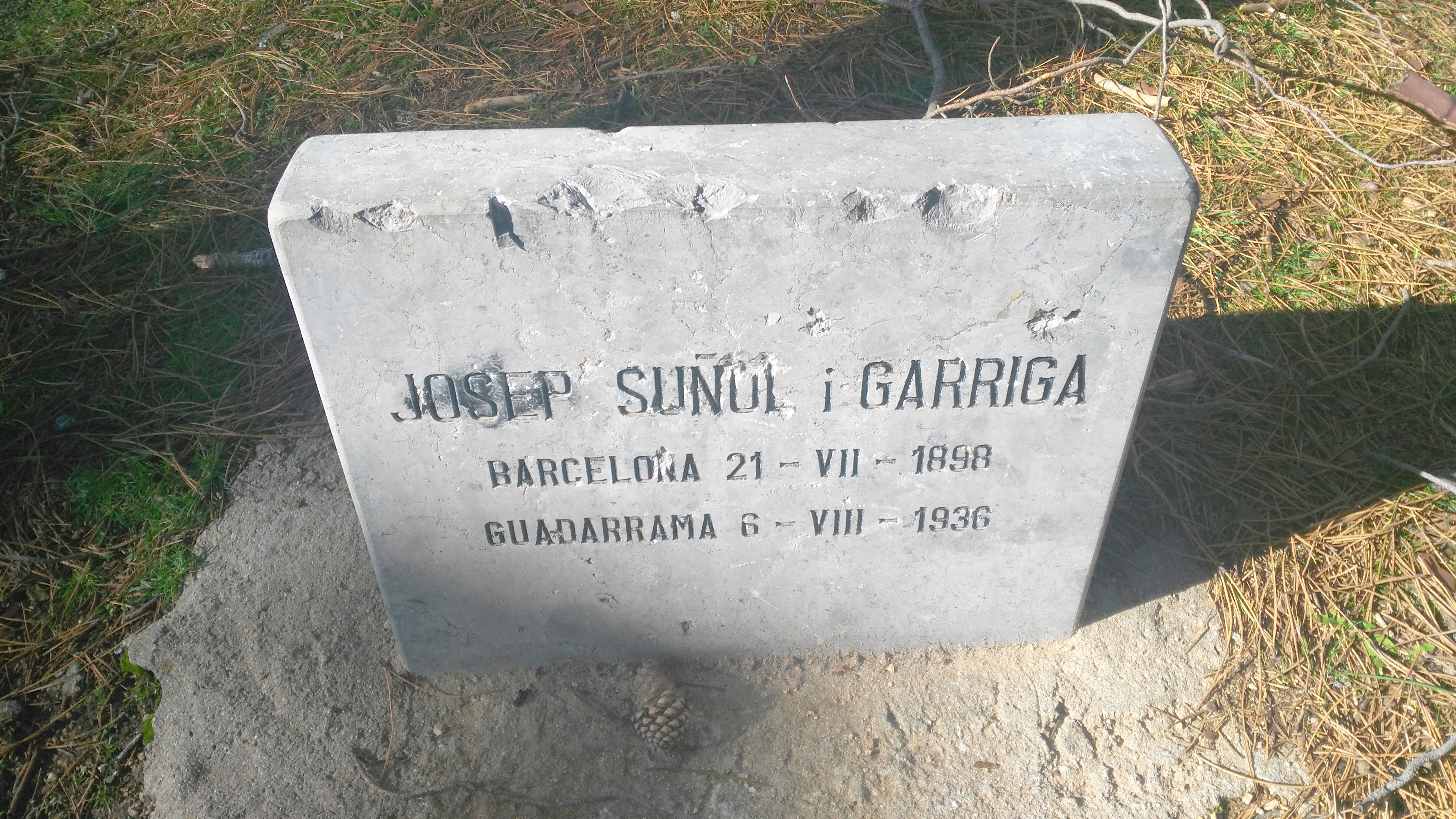
Tumba

Actualmente, se puede visitar un monolito en su memoria en el lugar donde, según los testigos, fue ejecutado. Se encuentra en un pinar conocido como "El Gurugú" a las afueras de la localidad madrileña de Guadarrama a la altura del kilómetro 50 de la Carretera de La Coruña